# Hodenhypoplasie

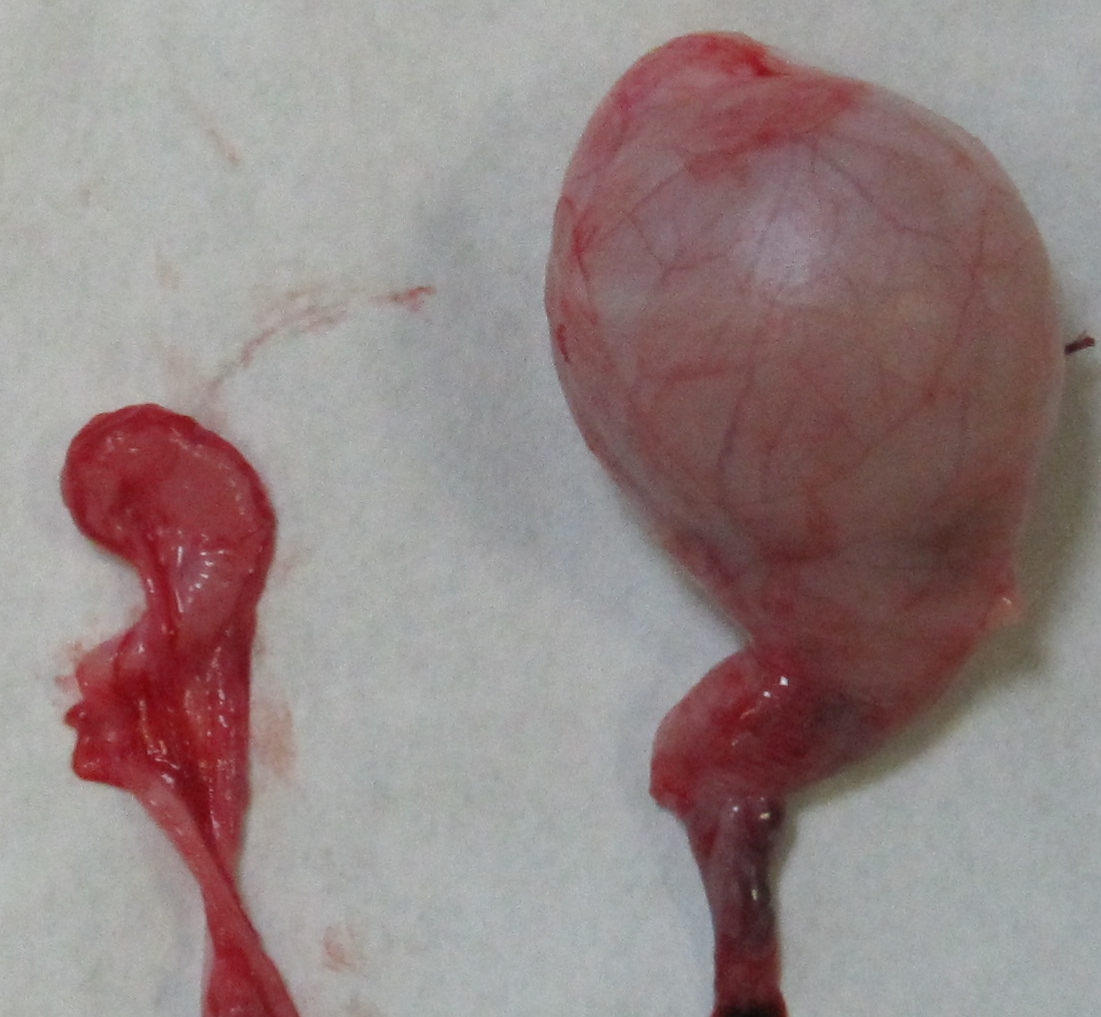
Hodenhypoplasie bei einer Katze, rechts im Bild der normal entwickelte Hoden.

Die Hodenhypoplasie (Kleinhodigkeit) ist eine Genitalfehlbildung mit Ausbildung zu kleiner Hoden. Sie ist häufig angeboren und/oder eine Folge eines Kryptorchismus, kann aber auch erworben sein. Die Gewebekonsistenz und die Spermienzahl sind meist vermindert. Ein vollständiges Fehlen eines oder beider Hoden bezeichnet man als Hodenaplasie oder Anorchie bzw. Monorchie, die Schrumpfung eines ursprünglich normal entwickelten Hodens als Hodenatrophie.
Beim Menschen tritt eine Hodenhypoplasie bei einigen Syndromen (Goeminne-Syndrom, Klinefelter-Syndrom, Smith-Lemli-Opitz-Syndrom) oder infolge eines Androgenmangels auf. Bei Haustieren sind Hodenhypoplasien relativ häufig. Bei unfruchtbaren Ebern zeigen fast ein Viertel der betroffenen Tiere eine Hodenhypoplasie. Bei Pferden wird eine Hodenatrophie bei bis zu 3 % der Hengste beobachtet, bei jungen Rennpferden wird auch ein zu hartes Training vor der körperlichen Reife als Ursache diskutiert.